# Erich von Langenn-Steinkeller
Franz Heinrich Gneomar Erich von Langenn-Steinkeller (* 8. April 1872 in Elbing; † 30. März 1917 in Mahenge, Deutsch-Ostafrika) war ein deutscher Offizier, Kolonialbeamter und von Mai 1911 bis Juni 1916 Kolonialresident im Königreich Burundi.

## Biographie
Erich von Langenn-Steinkeller entstammte dem 1. Zweig, des 1. Astes der II. Linie des mecklenburg-pommerschen Adelsgeschlechts von Langenn-Steinkeller. Er war ein Sohn des preußischen Majors Franz von Langenn-Steinkeller (1832–1885) und dessen erster Ehefrau Agnes, geborene von Massow (1846–1875).
Langenn-Steinkeller schlug eine Offizierslaufbahn bei der Kavallerie der Preußischen Armee ein und war lange Jahre als Flügeladjutant des Großherzogs von Mecklenburg-Schwerin tätig. In dieser Stellung avancierte er Ende Januar 1906 zum Hauptmann, schied am 12. August 1908 aus dem Heer aus und wurde anschließend in der Schutztruppe für Deutsch-Ostafrika angestellt. Durch seine mehrjährige Tätigkeit erlangte er den Ruf eines erfahrenen Kolonialoffiziers.
In der Folge wurde er als Kolonialresident in Burundi eingesetzt. Seine erste Amtszeit dort dauerte von April bis September 1909. Im Mai 1911 wurde Langenn-Steinkeller erneut Kolonialresident in Burundi. 1912 verlegte er den Sitz der deutschen Verwaltung von Usumbura nach Gitega, nahe dem traditionellen Kernland der burundischen Monarchie. Seine genaue Begründung dieser Entscheidung ist umstritten. Forscher interpretierten es unterschiedlich als Anerkennung der Bedeutung der Monarchie, als Versuch, eine „Teile und herrsche“-Strategie besser umzusetzen, oder als Ergebnis der zentralen Lage von Gitega, die den Kolonialbehörden einen besseren Zugang zu allen Teilen des Landes ermöglichte. Zu dieser Zeit hatte Langenn-Steinkeller auch mit Konflikten zwischen Missionaren einer protestantischen Organisation und den katholischen Weißen Vätern zu kämpfen. Letztere lehnten zusammen mit ihren einheimischen Verbündeten, darunter Mwami (König) Mutaga IV. von Burundi, die Gründung einer protestantischen Mission in Burundi ab. Der Kolonialresident war vom Projekt der protestantischen Missionare nicht begeistert und bot kaum Unterstützung an.

### Erster Weltkrieg
Im August 1914 brach der Erste Weltkrieg aus und Deutsch-Ostafrika wurde zum Kriegsschauplatz. Zu dieser Zeit waren lediglich 55 Deutsche und 450 Askari der Schutztruppe in Burundi stationiert. Allerdings schätzten die Belgier im benachbarten Kongo die deutsche Stärke falsch ein und wurden durch schlechte Logistik behindert. Daher verzichteten die Alliierten zunächst auf Angriffe in Burundi. Im Gegensatz dazu beschloss der Anfang September 1914 zum Major beförderte Langenn-Steinkeller, ohne Genehmigung des Oberbefehlshabers Deutsch-Ostafrikas, Paul von Lettow-Vorbeck, einen Überfall auf feindliches Gebiet zu starten. Er führte eine der Kompanien seines Verbandes, nämlich die 5. Feldkompanie (5/FK), zur Eroberung von Karonga, einem Teil des britischen Nyasaland. Unterstützt von 500 Rugaruga startete er die Operation, ohne zu wissen, dass starke britische Streitkräfte in der Nähe von Karonga standen, und erlitt eine schwere Niederlage. Langenn-Steinkellers Truppen wurden dezimiert und er selbst wurde schwer verwundet und verlor ein Auge. Nach diesem Misserfolg kehrte er für mehrere Monate nach Burundi zurück, bevor ihm im Februar 1915 befohlen wurde, nach Neu–Langenburg zu ziehen, um die südwestliche Frontlinie zu überwachen.
Im April 1915 begann Lettow-Vorbeck mit der Vorbereitung einer Offensive in das britische Nordrhodesien. Zunächst wurde Langenn-Steinkeller die Leitung des Unternehmens übertragen, doch im Juni wurde das Kommando an Kurt Wahle gegeben. Im September 1915 überquerten deutsche Streitkräfte unter Kapitän Karl Schimmer die Grenze zwischen Burundi und Kongo und griffen das von Belgien gehaltene Luvungi an. Dieser Angriff wurde von den Belgiern abgewehrt und Schimmer im Kampf getötet. Nach seinem Tod übernahm Langenn-Steinkeller erneut die direkte Verantwortung für die deutsche Garnison von Burundi. Allerdings wurden die meisten deutschen Truppen aus dem Gebiet an andere Frontlinien abgezogen, so dass ihm nur noch die Urundi-Kompanie und die 14. Reserve-Kompanie blieben, bestehend aus 36 Deutschen, 250 Askari und 100 Rugaruga. Im November 1915 starb Mwami Mutaga IV; Sein Nachfolger wurde sein dreijähriger Sohn Mwambutsa IV. Langenn-Steinkeller ernannte einen Regentschaftsrat zur Überwachung Burundis während der Minderjährigkeit des Königs, bestehend aus seiner Großmutter Ririkumutima und seinen Onkeln Ntarugera und Nuduwumwe.
Am 13. März 1916 heiratete er Ella Breest in Usumbura. Im Mai starteten die Belgier eine große Offensive im Nordwesten und überrannten Ruanda schnell. Im Juni rückten sie nach Burundi vor, wo Langenn-Steinkellers Streitkräfte beim Rückzug einen begrenzten Widerstand leisteten, um einer Einkreisung durch die überlegenen alliierten Truppen zu entgehen. Zusammen mit dem Kontingent von Max Wintgens, der die deutsche Garnison in Ruanda angeführt hatte, konnte Langenn-Steinkeller den Belgiern entkommen und bezog Stellung bei der Mariahilf-Mission. Am 14. Juli stießen sie bei Diobahika mit den Belgiern zusammen, um ihren Vormarsch in Richtung Mwanza zu verzögern. Nach mehreren Schlachten eroberten die Belgier und Briten im September 1916 die wichtige Stadt Tabora. Wahle, der als deutscher Oberbefehlshaber in der Region eingesetzt war, entschied sich, die Stadt zu räumen, um weitere Verluste zu vermeiden, und startete einen überraschenden Gegenangriff Iringa im Süden zurückzuerobern. Langenn-Steinkeller wurde mit der Leitung einer der an dieser Operation beteiligten Einheiten beauftragt. Nach einem Marsch durch schwieriges Gelände, bedrängt von feindlichen Wahehe-Partisanen, erreichten Wahles Truppen im Oktober Iringa und griffen es an. Der Angriff wurde zurückgeschlagen und die Briten fügten der Kolonne von Langenn-Steinkeller über 100 Mann Verluste zu.
Nach dieser Niederlage führten Wahle und Langenn-Steinkeller ihre verbliebenen Truppen nach Malangali, konnten aber auch diese Siedlung nicht einnehmen. Letztlich gelang es Wahles erschöpften Truppen, sich mit einer anderen deutschen Truppe unter der Führung von Georg Kraut zu vereinen. Bis Weihnachten 1916 konnte Wahles Truppe zwischen Mkapira und Lupembe in der heutigen Njombe Region ihr Lager aufschlagen, wo sich seine Truppen erholen konnten. Dort erfuhr Langenn-Steinkeller auch, dass ihm bereits im September das Eiserne Kreuz 2. Klasse verliehen worden war. Die Kämpfe wurden bald wieder aufgenommen und Wahles Kontingent wurde im Januar 1917 an den Ruhudi-Fluss zurückgedrängt. Starke Regenfälle und begrenzte Vorräte führten dazu, dass die Lebensbedingungen sowohl der Alliierten als auch der Deutschen in dieser Gegend eher schlecht waren.
Am 30. März 1917 starb Langenn-Steinkeller in Mahenge an einer Krankheit. Er hinterließ seine Frau, die nach dem Krieg nach Deutschland zurückkehrte und erneut heiratete. Möglicherweise hatte Erich von Langenn-Steinkeller Kinder, da ihn der Forscher Wolfgang Völker als „Vorfahr“ des Diakons Bogislaw von Langenn-Steinkeller bezeichnete.